# Elektrownia Powiśle

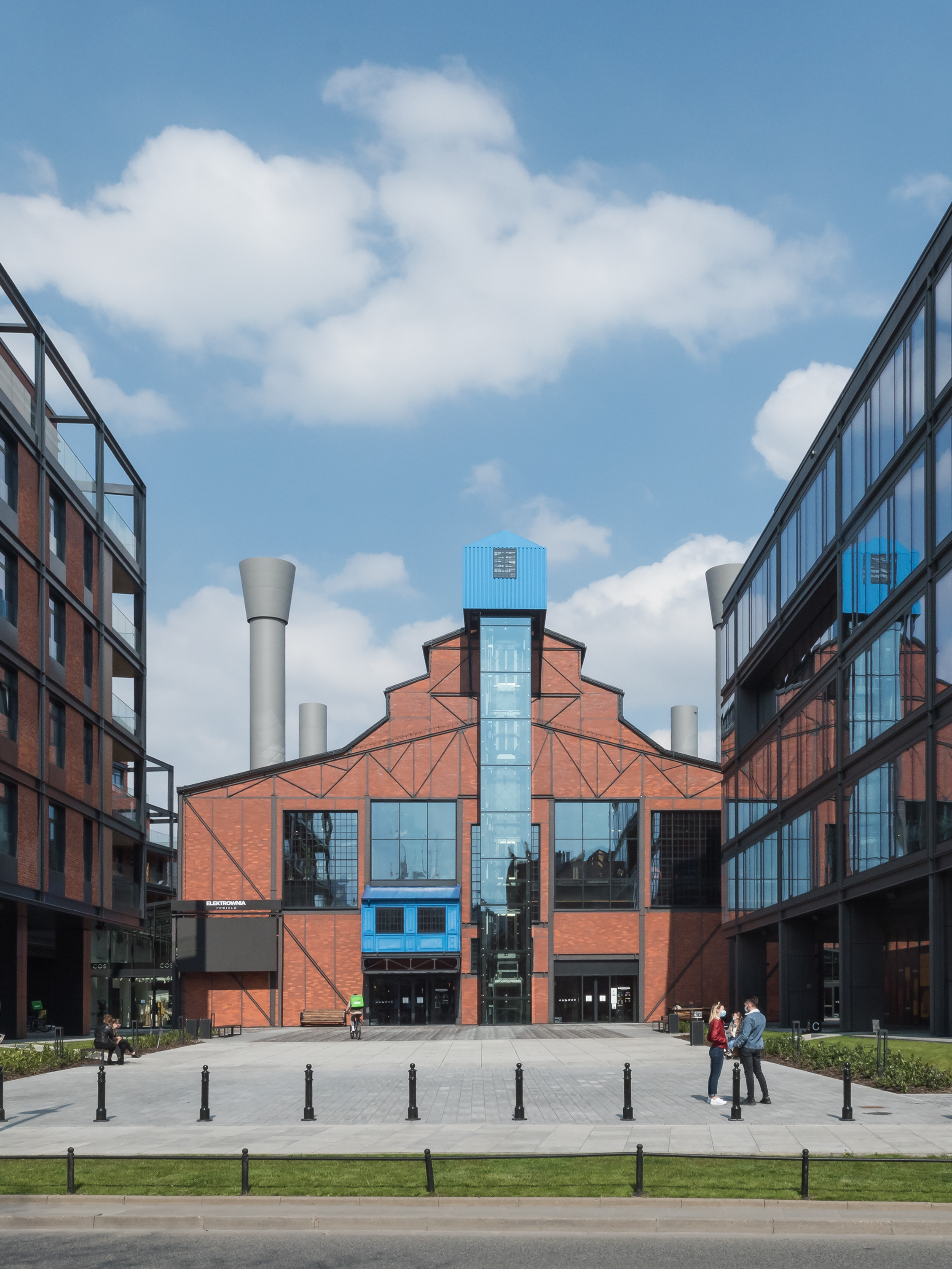
Zugang zum Einkaufszentrum von der Westseite. Im Vordergrund ein Platz mit Wasserspielen

Elektrownia Powiśle ist ein multifunktionaler Gebäudekomplex im Stadtteil Powiśle des 
Warschauer Innenstadtbezirks. Neben den Betriebsräumen des ehemaligen Elektrizitätswerks, welche heute als Einkaufszentrum mit gastronomischen Einrichtungen genutzt werden, wurden moderne Apartment-, Büro- und Hotelgebäude errichtet. Die Anlage, die zwischen den Straßen Dobra, Zajęcza, Wybrzeże Kościuszkowskie und Leszczyńska liegt, ist nach Sanierung einer früheren Wodkafabrik (heute: Centrum Praskie Koneser) in Praga der zweite postindustrielle Komplex in der polnischen Hauptstadt, der einem Revitalisierungsprozess unterzogen und in das Stadtgefüge integriert wurde. Im Jahr 2020 eröffnet, gehört Elektrownia Powiśle zu den beliebtesten und meistfotografierten Plätzen Warschaus. Auf der gegenüberliegenden Straßenseite befindet sich das Wissenschaftszentrum Kopernikus.

## Geschichte
Das Elektrizitätswerk wurde in den Jahren 1902 bis 1904 als erstes Großkraftwerk Warschaus errichtet. Die Anlage verfügte über eine eigene Wasserentnahmestelle an der Weichsel und über einen Eisenbahnanschluss. Das Kraftwerk war fast 100 Jahre in Betrieb und versorgte die Einwohner der Stadt mit Strom und nach dem Zweiten Weltkrieg auch mit Fernwärme. Mehrfach modernisiert und erweitert, war es bis Anfang der 2000er Jahre in Betrieb. 2003 wurde es endgültig stillgelegt. Im Jahr 2006 wurde die Anlage an das irische Bauträgerunternehmen Menolly verkauft. Dieses Unternehmen errichtete bis 2010 auf der früher zur Kohlenlagerung genutzten Nordhälfte des Geländes eine Siedlung luxuriöser Apartmentgebäude. Den südlichen Teil mit dem Kraftwerk verkaufte Menolly im Jahr 2012.

## Baumaßnahmen
Menolly hatte das Architekturbüro APA Wojciechowski mit Erstellung eines Anpassungs- und Erweiterungsprojektes beauftragt. Bis zu 60 Architekten arbeiteten an den Entwürfen. Die historischen Gebäude sollten mit dem Ziel einer Umnutzung saniert werden, drei moderne Bürogebäude, ein Apartmenthauses sowie ein Hotel angebaut werden. Trotz mehrfacher Eigentümerwechsel führte APA das 2008 begonnene Projekt weiter, bis es unter den beiden Immobilienentwicklern Tristan Capital Partners und White Star Real Estate zum Beginn der Sanierungs- und Bauarbeiten an den zunehmend verfallenden Kraftwerkshallen kam. Nach achtjähriger Planungsdauer wurden die Bauarbeiten unter dem Generalunternehmer, der polnischen Porr-Niederlassung, im Jahr 2016 begonnen.
Die Bauarbeiten an dem historischen Hallen waren anspruchsvoll. Die Wände bestanden aus nur 12 cm dicken, in Stahlkonstruktionen eingefasste Ziegelwänden. Diese Stahlträger waren im früheren Kesselhaus jahrzehntelang einer in der feuchten Luft gebildeten schwefeligen Säure ausgesetzt – eine Folge der Verwendung von Kohle aus polnischen Bergwerken, die einen hohen Schwefelgehalt aufweist. Entsprechend bestand bei Vornahme der Sanierungsmaßnahmen Einsturzgefahr, es mussten umfangreiche Sicherheitsmaßnahmen getroffen werden. Ein ähnliches Problem trat auch bei der Stahlbetonverkleidung und die T-Trägern der Silowände auf. Schließlich waren nicht alle Stahlelemente schweissfähig, da die zu Beginn des 20. Jahrhunderts verwendeten Teile unterschiedliche chemische Legierungszusammensetzungen aufwiesen.
Im Mai 2020 wurde die Elektrownia Powiśle eröffnet.

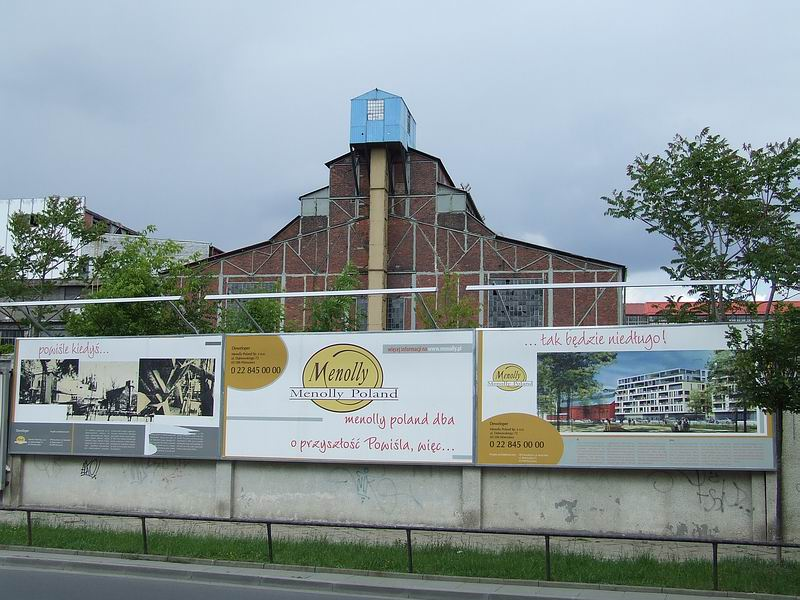
Das noch unsanierte Kesselhaus mit Plakatwerbung der Menolly-Investition, 2006
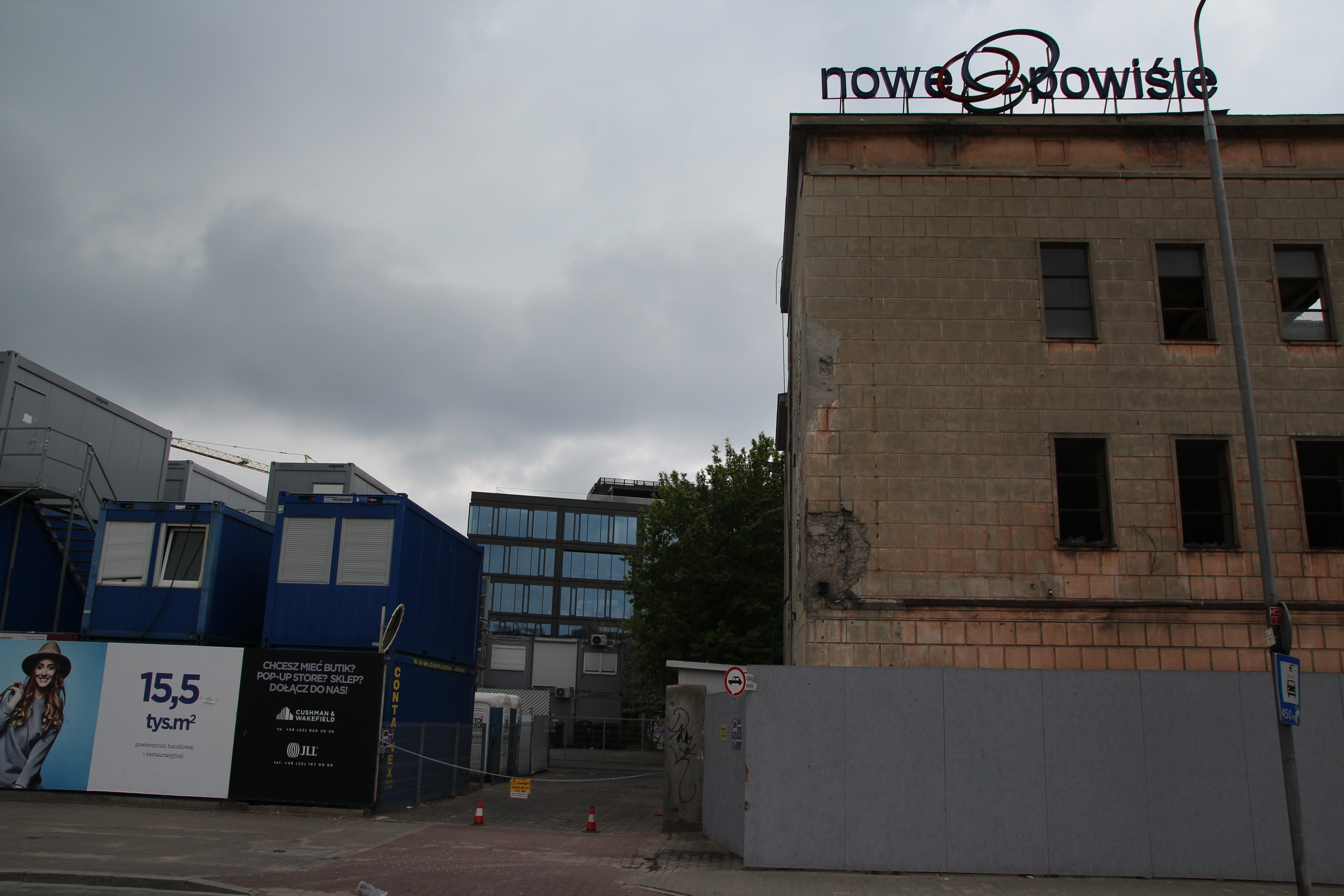
Logo „Nowe Powiśle“, genutzt als Bezeichnung der Wohngebäude im Nordteil der Anlage, 2020
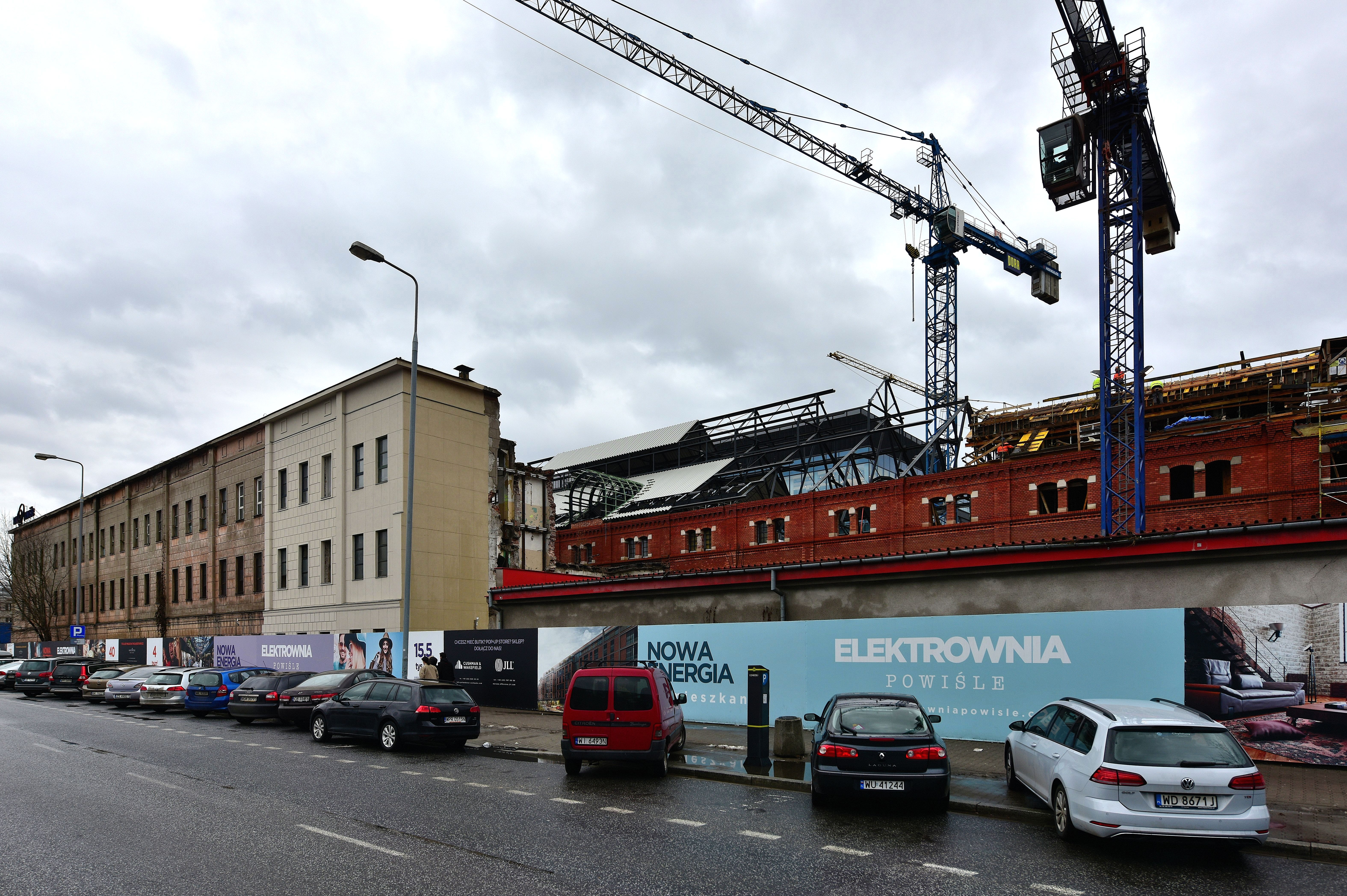
Bauarbeiten am Maschinenhaus und einem ehemaligen Verwaltungsgebäude, 2018
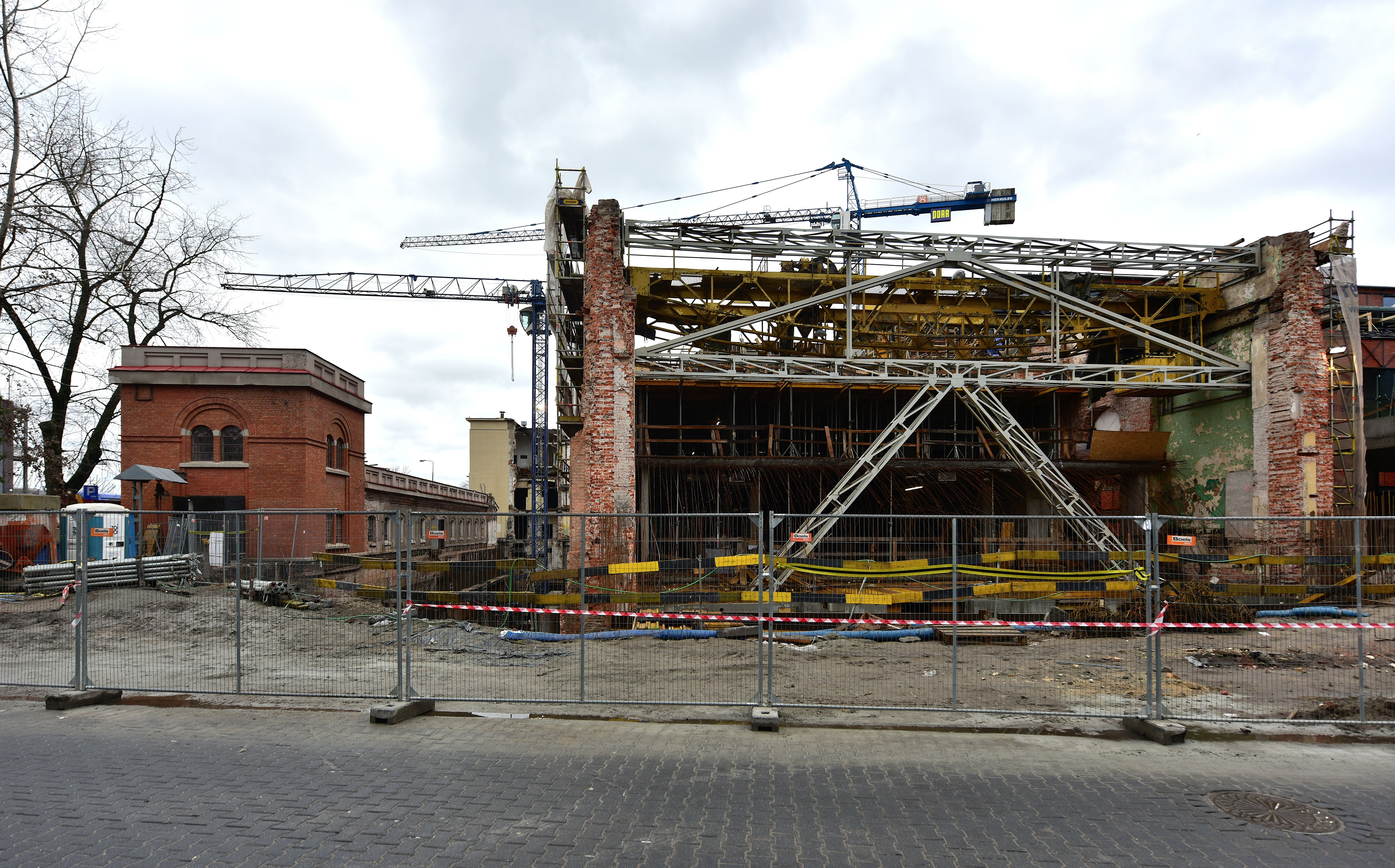
Sanierungsarbeiten am heute verglasten Nordgiebel des Maschinenhauses, 2018

## Der revitalisierte Komplex
Zur Elektrownia Powiśle gehören neben dem Einkaufs- und Gastronomiebereich 90 Mietwohnungen, drei Bürogebäude und ein Boutique-Hotel der Barceló-Kette. Auf einer Grundstücksfläche von rund 25.000 Quadratmetern entstand durch Bebauung eine Gesamtfläche von knapp 91.000 Quadratmetern, die eine Nutzfläche von 73.000 Quadratmetern beinhaltet. Die Nutzfläche verteilt sich auf eine Netto-Bürofläche von etwa 20.000, eine Netto-Dienstleistungsfläche von 15.500 und eine Netto-Wohnfläche von knapp 6000 Quadratmetern.
Dienstleistungsbereiche und Foodcourt (mit rund 30 Restaurants und mehreren Bars) befinden sich im ehemaligen Maschinenhaus, das mit dem vormaligen Kesselhaus verbunden wurde. Hier befindet sich auch das viergeschossige Einkaufszentrum, dessen Atrium mit einer durchbrochenen Metallkonstruktion ausgefüllt ist, über dem die historischen Kohlesilos hängen. Es wurden viele ursprüngliche Bauteile wiederverwendet und auch Einschusslöcher aus dem Krieg blieben erhalten.
In allen Bereichen der Anlage (selbst auf den Toiletten) finden sich Relikte der industriellen Vornutzung. So sind große Schalttafeln in die Wände eingelassen und historische Isolatoren dienen zu Beleuchtungszwecken. Rund 5000 dieser Teile wurden wiederverwendet. Auffällig platziert ist eine Schalttafel mit der Aufschrift „Pałac“. Von hier wurde die Beheizung des Kulturpalastes gesteuert, der direkt an die Fernwärmeproduktion des Heizkraftwerks angeschlossen war.
Im Außenbereich fallen die 30 Meter hohen Metallschornsteine auf. Ursprünglich waren sie über den Seitenschiffen des Kesselhauses errichtet worden; im Jahr 2008 waren se demontiert und vernichtet worden. Die heute verwendeten Nachbildungen dienen zur Belüftung des Komplexes. An der Zugangsfassade zum Einkaufszentrum befindet sich außen ein gläserner Lift. Früher stand an dieser Stelle ein Kohlenaufzug; er endete in einem blauen Maschinenhäuschen an der Giebelspitze – von hier wurden die trichterförmigen Hochbunker angesteuert, die die Dampfkessel von oben mit Kohle befüllten.

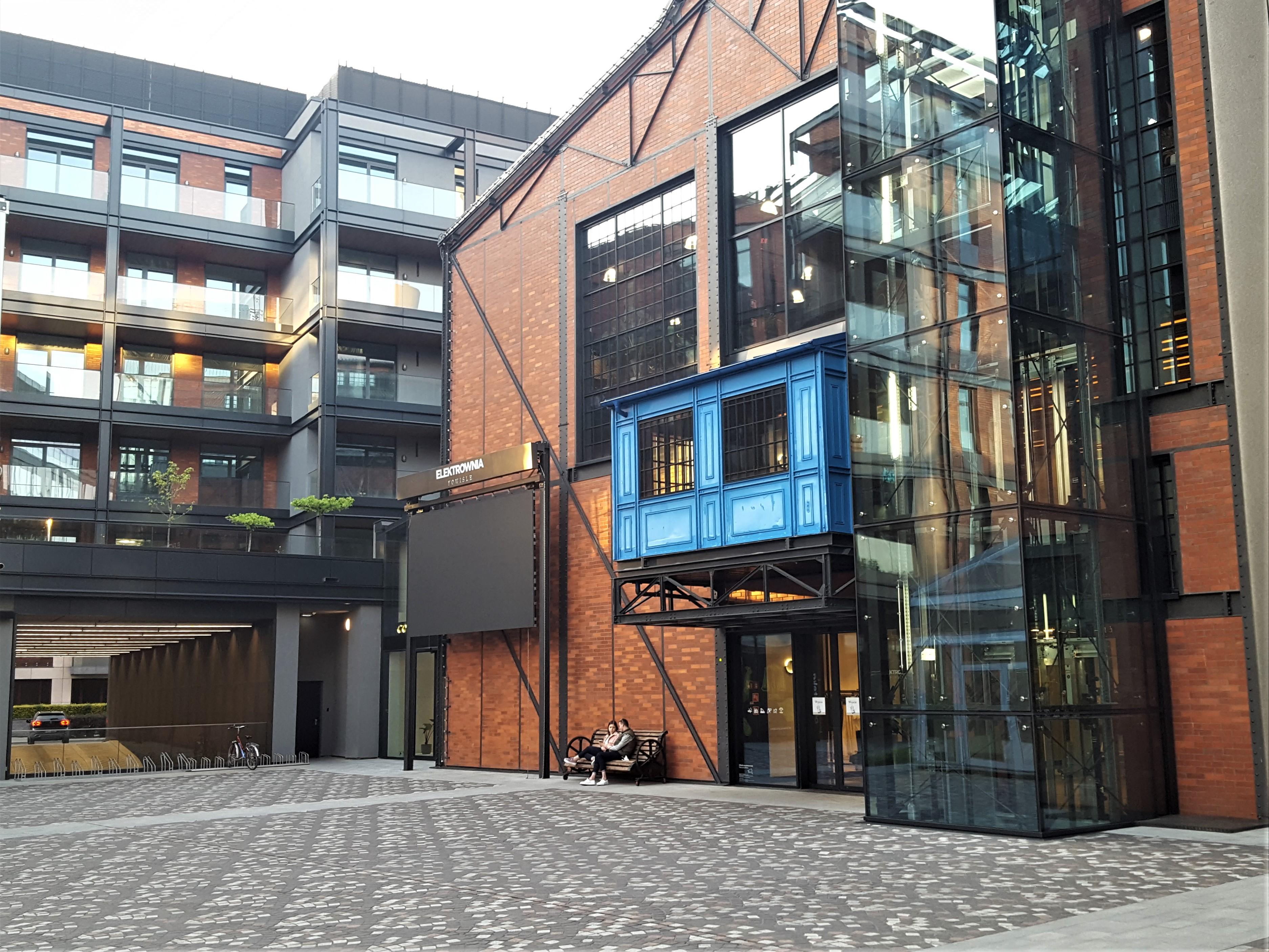
Westfassade mit dem Panorama-Besucherlift an Stelle des ehemaligen Kohlenaufzugs
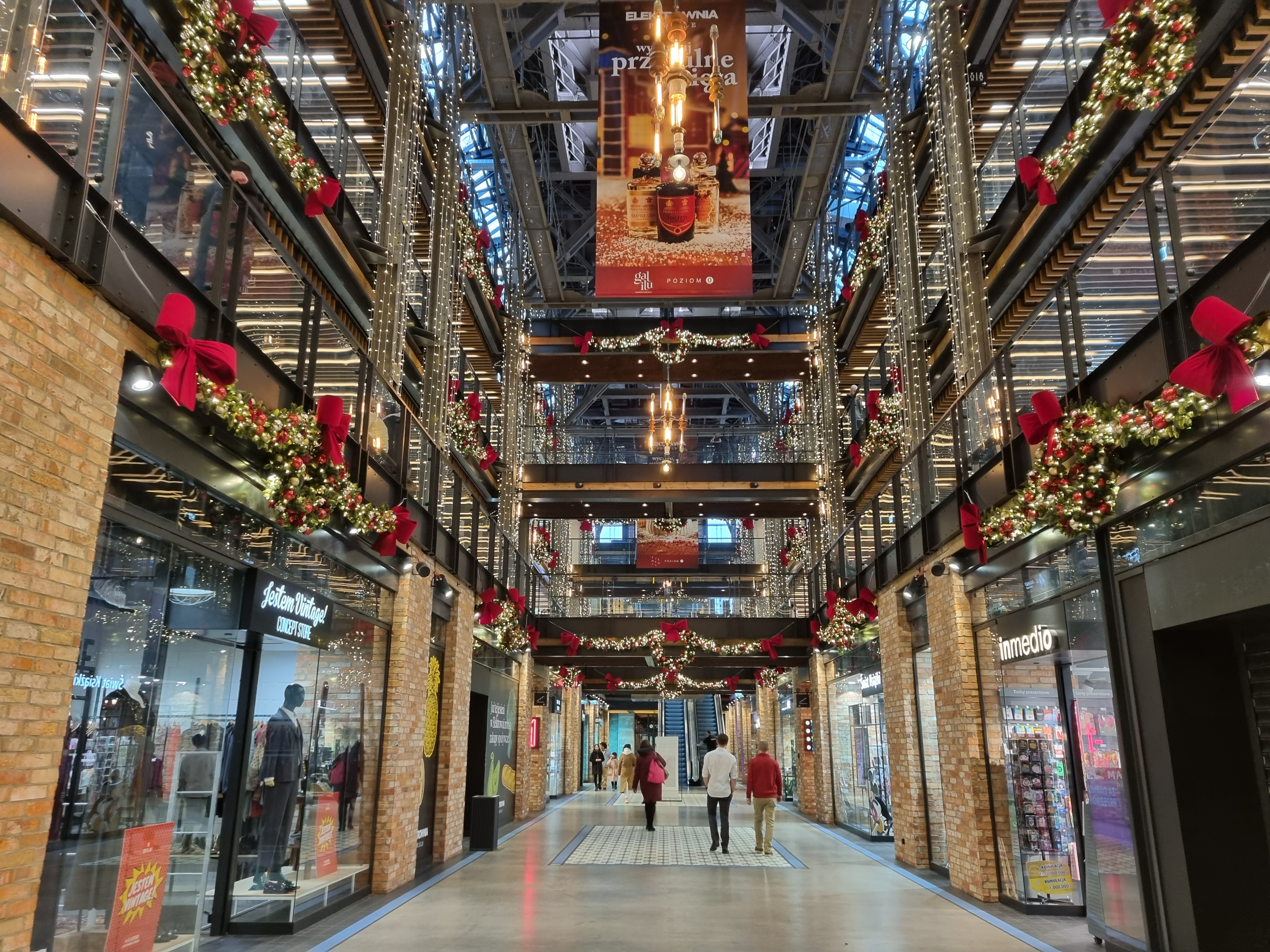
Das Einkaufszentrum mit den alten Kohlesilos unter der Decke
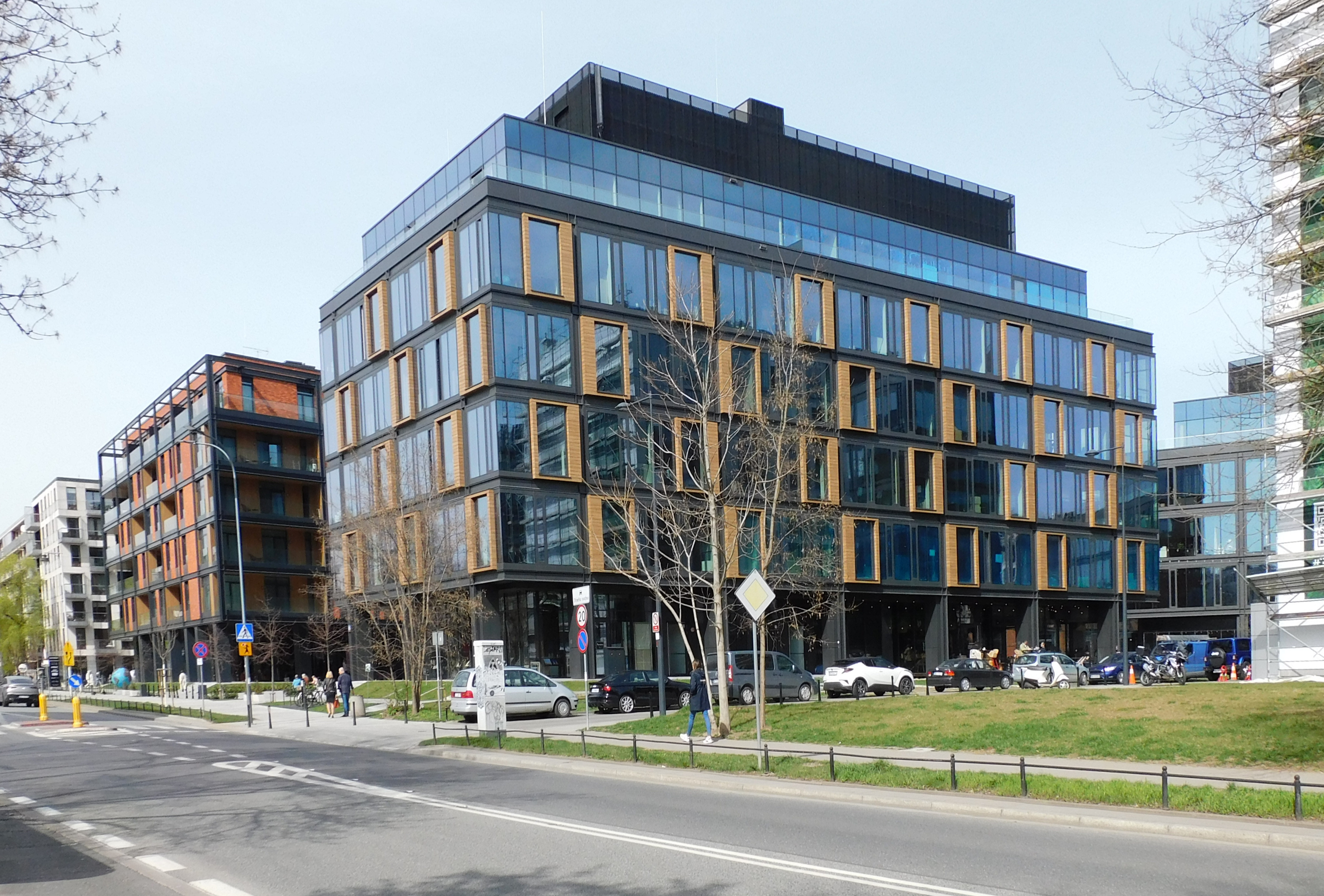
Neues Büro- (vorne) und Wohngebäude (hinten)
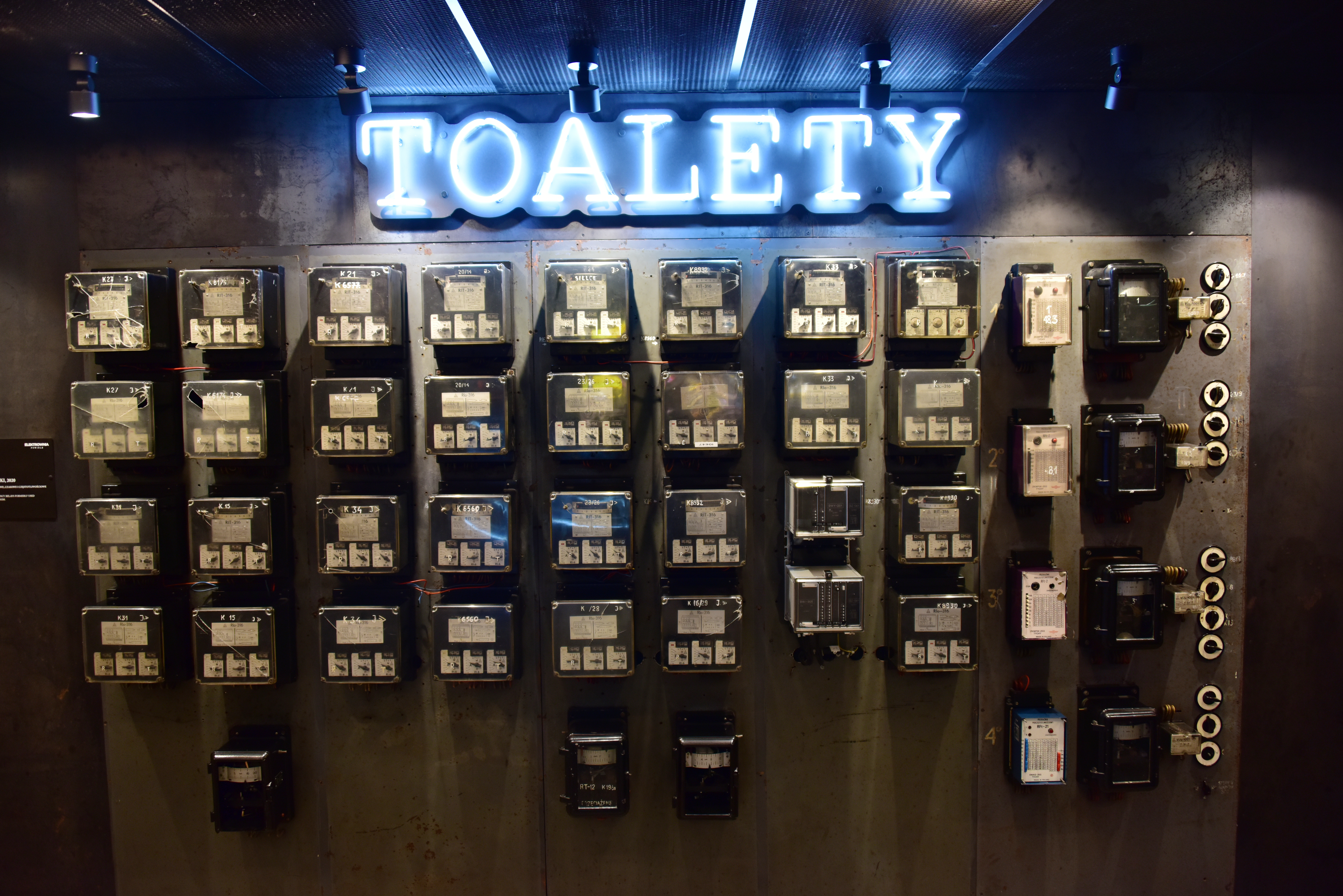
Einer von vielen historischen Relais-Schaltkästen im Untergeschoss

Ein freistehendes, eingeschossiges Gebäude an der der Weichsel zugesandten Seite des Grundstückes, welches früher als Speicher des zur Kühlung der Turbinen im Maschinenhaus benötigten Wassers diente, wird heute als Restaurant „Dock 19“ des bekannten Warschauer Gastronomen Mateusz Gessler genutzt. In einer Tiefgarage gibt es 400 PKW-Stellplätze. Vor der Westfassade entstand durch den Bau seitlicher Gebäude ein etwa 1300 Quadratmeter großer Platz, in dessen Boden ein farbig zu beleuchtendes Fontänenwasserspiel eingelassen wurde.
Ähnlich wie bei der einige Jahre vorher eröffneten Warschauer Hala Koszyki soll das historische Ambiente und die Durchmischung von Handel, Gastronomie und Veranstaltungsangeboten den Besuch zu einem Erlebnis werden lassen.

„Es gibt das Wort „Leisuretainment“, welches kein polnisches Äquivalent hat, aber eine Kombination aus Unterhaltung und Entspannung bedeutet. Für uns geht es mehr darum, Freizeit mit Freunden, Familie und Bekannten zu verbringen, als um das Einkaufen selbst.“

Die Revitalisierung des Kraftwerks wurde mit zahlreichen Preisen ausgezeichnet, darunter dem Architekturpreis des Bürgermeisters von Warschau (Nagroda Architektoniczna Prezydenta m.st. Warszawy) des Jahres 2021, dem Hauptpreis der MIPIM Awards (2021) und einer Nominierung für den Preis der Europäischen Union für zeitgenössische Architektur (2022).